# Édouard Claparède
Édouard Claparède (Genebra, 24 de março de 1873 – Genebra, 29 de setembro de 1940) foi um neurologista e psicólogo do desenvolvimento infantil, que se destacou pelos seus estudos nas áreas da psicologia infantil, da pedagogia e da formação da memória. Foi um dos mais influentes expoentes europeus da escola da psicologia funcionalista, tendo as suas teorias grande repercussão nos movimentos de renovação pedagógica da primeira metade do século XX.
Em 1912 fundou em Genebra o Institut Jean-Jacques Rousseau, uma academia voltada para a investigação e o ensino da psicologia e da psico-pedagogia, hoje integrada na Universidade de Genebra.

## Biografia
Édouard Claparède, nasceu e passou a maior parte de sua vida em Genebra. Depois de estudar medicina e psicologia na Alemanha, Suíça e França, concentrou-se na área da investigação, colaborando com Théodore Flournoy, a quem veio suceder como professor na Universidade de Genebra, no estudo da psicologia infantil, pedagogia e formação da memória.
Claparède seguiu uma ampla gama de interesses na investigação neuro-psicológica, com destaque para a sua abordagem ao tema do sono, fenómeno que tratou como um estado positivo, interligado com a necessidade do organismo se proteger contra a fadiga, avançando com a hipótese da existência de uma inibição da actividade cerebral, sob controlo neural.
Outra área de destaque foi o estudo da histeria, que considerou ser um estado onde existia interferência no contacto sensorial com o ambiente circundante, que ele sugeriu ocorrer por razões funcionais.
Os seus conceitos estavam ligados às ideias da abordagem pragmatista, como ilustrado pela sua Law of becoming conscious. Afirmou que tal como os instintos, o processamento cognitivo pode ser eficaz sem recurso à consciência, desde que se sucedam na sua função. Só se alguma nova procura é imposta pelo ambiente será necessário recorrer a processos mentais "agarrados" pela consciência. Essa proposta integrou um conjunto complexo de conceitos que levantou uma série de diferentes predições. Nesse contexto afirmou que a actividade mental não surge na consciência, mas, tal como nos instintos, o processamento cognitivo pode ser eficaz sem recorrer à consciência.
Essa abordagem ao fenómeno da consciência deu origem a um método experimental em que o objecto de investigação, desde protocolos verbais até a resolução de problemas que ocorreram, originou algumas das características da psicologia cognitiva dos tempos mais recentes. Para Claparède, toda conduta é ditada por um interesse e toda a acção consiste em atingir o objectivo que é mais urgente num determinado momento.
O trabalho fundamental de Claparède foi de enorme importância para a pedagogia, porque pretendeu construir uma teoria científica da infância, baseado na ideia de que se deveria levar em conta o estado de desenvolvimento da criança e dos processos mentais, dando devida importância ao ensino baseado no conhecimento das crianças. Embora já vários estudiosos o tivessem apontado, Claparède foi o primeiro a tornar o assunto objecto de estudo científico.
A sua obra favoreceu o desenvolvimento de duas das mais importantes linhas do pensamento educacional do século XX, a Escola Nova e o cognitivismo. A sua visão sobre a origem do interesse, fez com que se acreditasse que os professores deveriam mudar sua postura centralizadora e tentar atrair o interesse do educando para os temas que abordados, trazendo para o ambiente escolar os jogos e outra técnicas lúdicas através das quais as crianças se sentiriam motivadas, induzindo por essa via uma necessidade de conhecer para resolver problemas. Daí o incentivo à atitude participante do educando em detrimento das aulas expositivas e com fraca interacção entre docente e aluno.
Na investigação da formação da memória, Claparède produziu uma conhecida experiência pela qual demonstrou que o trauma de um evento doloroso pode ser retido mesmo na ausência de formação de memória recente. Nessa experiência, recorreu a uma mulher que sofria de uma forma de amnésia que lhe permita manter a sua memória distante, mas impedia a formação de novas memórias, embora mantivesse intactas a maioria das suas capacidades intelectuais. Na experiência, Claparède que a tinha cumprimentado ao longo de muitos dias e determinado que ela não o reconhecia, durante uma sessão apertou-lhe a mão escondendo um alfinete, picando-a no processo. No dia seguinte, apesar da mulher não o reconhecer, hesitou quando Claparède lhe estendeu a mão, demonstrando que reconhecia a ameaça apesar da sua memória não lhe permitir reconhecer o seu autor.
Em 1912, Claparède fundou o Institut Rousseau, em Genebra, uma academia vocacionada para a investigação e ao ensino da psicologia e da psico-pedagogia.
Em Lisboa, a sua memória é homenageada pela sua adopção como patrono do Colégio Eduardo Claparède.

## Édouard Claparède e Jean Piaget
“Nem sempre Piaget foi explícito ao utilizar os conceitos de Claparède, mas em algumas passagens fez claras referências a ele. A título de exemplo, vemos isso quando Piaget (1964 / 2003), ao falar sobre os mecanismos funcionais comuns aos estágios do desenvolvimento cognitivo, explica que toda ação (movimento, pensamento ou sentimento) corresponde a uma necessidade. Um indivíduo, portanto, só realizará uma ação exterior ou interior quando impulsionado por um motivo, o qual é traduzido sob a forma de uma necessidade elementar ou um interesse”.
Alguns conceitos utilizados por Jean Piaget parecem ter sido apropriados das elaborações de Claparède, assim como de outros pensadores. Como exemplos temos:  o  conceito de abstração reflexionante, conceito de adaptação, a noção de assimilação e ainda o conceito de implicação. “Várias noções desenvolvidas por Claparède serviram de base para conceitos fundamentais que sustentam a teoria de Piaget, como os conceitos de esquema, assimilação, acomodação  e equilibração”.

## Obras
- L'association des idées (1903)
- Psychologie de l'enfant et pédagogie expérimentale (1909)
- L'éducation fonctionnelle (1931)
- La genèse de l'hypothèse (1933)
- "Autobiography". In C. Murchison (ed.), History of Psychology in Autobiography. Vol. 1. Clark University Press.